# Assedio di Arona
L'assedio di Arona fu un episodio militare della guerra d'Italia del 1521-1526, accaduto tra il 3 dicembre 1523 e il 4 gennaio 1524, che contrappose la guarnigione della fortezza dell'omonimo borgo ad una parte dell'esercito francese. Dopo circa un mese d'assedio e perdite significative, gli assedianti furono costretti ad abbandonare l'impresa.

## Antefatti
Il 14 novembre 1523 l'esercito francese guidato dal Bonnivet decise di abbandonare l'assedio di Milano a causa della neve e delle difficoltà di vettovagliamento dopo aver cercato per quasi due mesi di prendere la città per fame. I difensori tuttavia non seppero approfittare della ritirata per infliggere una sconfitta decisiva al nemico, cossiché i francesi riuscirono a portarsi in buon ordine sino ad Abbiategrasso accampandosi nei borghi circostanti. Il 17 novembre parte delle forze francesi, circa 5 000 fanti, 600 lance e alcuni cannoni, passarono il Ticino presso il ponte di Boffalora entrando nel novarese. Nei giorni successivi il Bonnivet, acquartierato ad Abbiategrasso, dovette far fronte alle continue scorrerie da parte della cavalleria leggera imperiale che riuscivano spesso ad intercettare i carriaggi che rifornivano le forze francesi nella campagna milanese. Decise pertanto di inviare un esercito di 7 000 fanti, alcune centinaia di cavalieri pesanti e cavalleggeri ed 8 cannoni al comando di Francesco di Borbone-Vendôme ad assediare la fortezza di Arona per cercare di costringere il nemico ad impiegare parte delle sue forze alla sua difesa.

## Assedio
Il 3 dicembre l'esercito francese si accampò a sud del borgo di Arona. La fortezza era difesa da un numero esiguo di soldati comandati da Anchise Visconti d'Aragona ma sorgeva in cima ad un colle che la rendeva inattaccabile da est, dove una rupe scendeva a picco sul Lago Maggiore ed era costituita da ben cinque cinte murarie. Dopo aver piantato l'artiglieria, a partire dal 5 dicembre iniziarono un intenso bombardamento che si protrasse per una settimana senza causare danni significativi alle difese della fortezza. Il 12 dicembre i fanti italiani dell'esercito francese tentarono un primo fallimentare assalto alle mura e il 13, via lago, ben 1 000 fanti e 100 cavalleggeri inviati dallo Duca di Milano riuscirono ad introdursi nella fortezza.
Il Borbone decise allora di riposizionare l'artiglieria e battere le mura da un altro lato per poi tentare un secondo assalto il 14 dicembre in cui morirono circa 200 soldati tra gli assedianti e appena una decina tra gli assediati. Il giorno successivo sia Anne de Montmorency che Renzo di Ceri furono feriti da un colpo di schioppo.
Il 16 dicembre le forze francesi presso Arona avevano raggiunto all'incirca le 10 000 unità. Quel giorno circa 400 fanti e 200 cavalleggeri inviati dal podestà di Como per rinforzare la guarnigione di Arona riuscirono ad intercettare trenta barche con a bordo 500 fanti guidati da Ludovico Borromeo, alleato dei francesi, proprio mentre stavano sbarcando sulle rive del lago. Ne risultò una piccola battaglia in cui le forze comasche catturarono tre barche nemiche costringendo il grosso della flottiglia a riparare ai Castelli di Cannero. Una parte delle forze del Borromeo, su sei barche, tentarono invece di sbarcare sulla sponda opposta, ad Angera, dove furono affrontate dalla guarnigione del castello e massacrate.
Il 30 dicembre si verificò il terzo assalto da parte della fanteria francese che fu il più violento e nondimeno fallì come i due precedenti. Finalmente il 4 gennaio, quando la fortezza era ormai ridotta alla fame e pressoché priva di munizioni e polvere da sparo, fu soccorsa da sei bandiere di fanti (circa 1 000-1 200 uomini) delle forze imperiali, il che convinse i francesi ad abbandonare l'impresa.

## Conseguenze
L'assedio costò al Bonnivet la perdita di 1 500 uomini e l'utilizzo di grandi quantità di polvere e munizioni e non ottenne gli effetti desiderati.